# Строение грунта
Строение грунта — в инженерной геологии комплекс характеристик грунтов, характеризующих особенности их пространственной организации; это совокупность их структурных и текстурных признаков, отражающих взаимоотношение всех компонентов грунта — твердой, жидкой, газовой и биотической. 
Поскольку грунты представляют собой сложные многокомпонентные системы, они характеризуются определенным строением. При этом под «строением» понимается термин, применяемый в самом широком смысле для характеристики всех составных частей грунта: твердой, жидкой, газообразной и биотической как единой системы. Поэтому, когда количественно характеризуют соотношение и взаимоотношение  перечисленных компонентов, их морфологические особенности говорят о его строении, а при непосредственной характеристике лишь твердых структурных элементов и пор, взаимосвязи (контактах) между частицами говорят о структуре грунта.
Под текстурой грунта (от лат. textura - ткань, сплетение, сложение) понимают особенности его строения, обусловленные ориентировкой и пространственным взаимным расположением всех структурных элементов. Текстура грунта, независимо от масштабного уровня, может быть упорядоченной (т.е. характеризоваться ориентацией структурных элементов относительно какой-либо оси в пространстве) или  беспорядочной (хаотическое расположение структурных элементов). С учетом характера упорядоченности выделяются разные типы упорядоченных текстур: слоистые, линзовидные, прожилковатые и т.п.
Изучение строения грунта предполагает выявление:
- комплекса морфологических особенностей всех его структурных элементов (их размера, формы, характера поверхности, количественного соотношения);
- характеристики связей между структурными элементами (химических, физических, физико-химических и биотических), типов и формы контактов между ними;
- особенностей его структурно-пространственной организации (количественного соотношения твердых, жидких, газообразных и биотических компонентов, оценки пустотности грунта, его структуры.

Строение грунтов тесно связано с их химико-минеральным составом и во многом определяет различные свойства грунтов. Поэтому в грунтоведении и инженерной геологии в целом его изучению уделяется большое внимание.